# Breitenworbis
Breitenworbis is een gemeente in de Duitse deelstaat Thüringen, en maakt deel uit van de Landkreis Eichsfeld.
Breitenworbis telt 3.173 inwoners.
Op 1 september 2009 werd de tot dan toe zelfstandige gemeente Bernterode (bij Worbis) door Breitenworbis geannexeerd.